# 2,2-Bis(4-aminofenil)propano
2,2-Bis(4-aminofenil)propano é o composto orgânico, com fórmula C15H18N2, apresentando massa molecular de 226,32 , classificado com o número CAS 2479-47-2, CBNumber CB8878823, MOL File 2479-47-2.mol,  EINECS 219-612-6. Apresenta densidade de 1,091 g/cm3, ponto de ebulição de 405.5 °C a 760 mmHg e ponto de fulgor de 238,1 °C.
Sinônimos: 4,4'-isopropilidenodianilina; 4,4'-isopropilidenobisanilina; 2,2-bis(4-aminofenil)propano; 2,2-bis(p-aminofenil)propano; 4,4'-dimetilmetilenobisanilina; 4,4'-(1-metiletilideno)dianilina; 4-[2-(4-aminofenil)propan-2-il]anilina; 4-[2-(4-azanilfenil)propan-2-il]anilina; 4-[1-(4-aminofenil)-1-metiletil]anilina; 4-(2-(4-aminofenil)propan-2-il)benzenamina.
SMILES: CC(C)(C1=CC=C(C=C1)N)C2=CC=C(C=C2)N

## Obtenção
Pode ser sintetizado pela nitração de 2,2-difenil-propano resultando em 2,2-bis-(nitrofenil)-propano e por redução deste em um passo.